# Klein Denkte
Klein Denkte (auch: Kl. Denkte) ist ein Ortsteil der Gemeinde Denkte im Landkreis Wolfenbüttel in Niedersachsen.

## Geografie

### Geografische Lage
Das Dorf liegt südöstlich der Stadt Wolfenbüttel. Östlich vom Dorf erstreckt sich die Asse, nach Westen der Oderwald und nach Süden ist der Ösel gelegen.
Auch gibt es mehrere Gewässer um und durch den Ort. Das größte Gewässer ist die Oker, welche westlich vom Dorf eine 600 Meter lange Grenze zu Halchter erzeugt. Danach folgt die Altenbau (früher: Nette), welche am Nordrand entlangfließt und anschließend in die Oker mündet. Die Altenau bildet dadurch die natürlichen Grenzen zu den Dörfern Linden und Wendessen. Aus Sottmar kommend fließt der Rothebach (früher: Assebach) direkt durch den Ort und mündet in der Altenau. Der kleinste Lauf ist der Wellenbach, welcher südlich in die Altenau mündet.

## Politik

### Wappen
Das Wappen von Klein Denkte besteht aus drei Hauptmerkmalen:
1. Eine steinerne Brücke in weiß/silber, welches die heutige Donnerburgbrücke über die Altenau nach Linden symbolisiert.
2. Eine Gewandspange oder Fibel in gelb/gold, welche aus dem 7. Jahrhundert stammt und bei archäologischen Grabungen innerhalb der Ortlage gefunden wurde.
3. Die Farben blau und gelb, welche die Zugehörigkeit zum Herzogtum Braunschweig sowie zum Braunschweiger Land zeugen.

## Sehenswürdigkeiten
Evangelisch-Lutherische Kirche
Für die Klein Denkter Kirche gibt es keine Bau- bzw. Entstehungsunterlagen und auch keinen hinterlegten Namen. Eine erste Erwähnung ist Anfang des 16. Jahrhunderts zu finden, wo es um 1520 heißt: Die Capell ist filia in grossen Denckte.
Nach einem Bombenangriff am 14. Januar 1944, während des Zweiten Weltkrieges, mussten das Dach und sämtliche Fenster erneuert werden. In späteren Jahren wurden die Fenster bleiverglast sowie verschiedene Sanierungen am Kirchturm, dem Putz und dem Innenraum vorgenommen.
Im September 2008 bekam die Kirche eine neue Glocke.